# フェリーニヒング
フェリーニヒング（アフリカーンス語: Vereeniging）は、南アフリカの都市。人口482077人（2010年）。ハウテン州に属し、エムフレニ地方自治体に属する。ヨハネスブルグの南に接する。北のプレトリアからヨハネスブルグをへてフェリーニヒングにいたる一帯は連続した都市圏を形成しており、旧トランスバール州時代から南アフリカ最大の都市圏となっていた。フェリーニヒングとは、オランダ語で「協会」または「組合」を意味する。

## 経済
フェリーニヒングは南アフリカ最大の工業地帯の一角にある工業都市であり、鉄鋼業を中心にパイプや石灰やレンガ、タイルなどの工業が立地している。フェリーニヒングの発展の礎となった炭鉱も未だ稼動しており、なお4億トンの埋蔵量が見込まれている。そのほかに、粘土や石材の鉱山もある。石炭を利用したエスコム社の火力発電所も数基存在し、近郊の金鉱山などに電力を供給している。フェリーニヒングはアフリカーンス語が優勢な地域であり、次いで英語とソト語が続く。

## 歴史
この街は1892年にヴァール川の北岸に建設された。この街の近くには炭鉱があったため、町は急速に成長した。この街の名が知られるようになったのは、第2次ボーア戦争の終戦条約であるフェリーニヒング条約が1902年にこの街で結ばれたことによる。この条約によってトランスヴァール共和国ならびにオレンジ自由国の独立は失われ、イギリスへと併合されることになった。南アフリカ連邦時代になり、アパルトヘイトが始まると近郊にシャープビル黒人居住区が建設され、ここで1960年にシャープビル虐殺事件が起きた。アパルトヘイトが終わると、フェリーニヒングは黒人への良質な住宅供給を開始した南アフリカで最初の自治体の一つとなった。